# 阿內特 (阿肯色州)
阿內特（英語：Arnett）是位於美國阿肯色州華盛頓縣的一個非建制地區。該地的面積和人口皆未知。

## 地理
阿內特的座標為35°53′42″N 94°02′23″W / 35.89500°N 94.03972°W，而該地的平均海拔高度為444米（即1457英尺）。